# Antonín J. Kožíšek
Antonín Jaromil Kožíšek, född 28 augusti 1905 i Brno, död 26 mars 1947 i Prag, var en tjeckisk författare och journalist. 
Mellan 1923 och 1931 var Kožíšek korrespondent i Paris. Han rapporterade från spanska inbördeskriget och publicerade 1937 boken Španělsko krví zbrocené. Under andra världskriget var han chefredaktör för tidningarna Moravské noviny och Moravská orlice (1939–1943) samt Polední list (1943–1945) och kollaborerade med den tyska ockupationsmakten.
I mars 1947 ställdes Kožíšek inför den nationella domstolen i Prag och dömdes till döden för landsförräderi och för att ha propagerat för Nazitysklands sak. Domstolen ansåg, att Kožíšeks nazivänliga aktivism hade lett till många tjeckers död.

### Webbkällor
- ”A.J. Kozisek, public execution, National Court”. Süddeutsche Zeitung. 26 mars 1947. http://www.sz-photo.de/?16607724099100603390&EVENT=POPUP&WINDOW=WGWINe4704873e01b6fac8cb1c19fdf7143a9&AJXUID=0.10184640027753289&MEDIANUMBER=02302441&MEDIAITEMS=511f132a582da7015d1c5052e75fe19f1811a87b&OMG=a287e7f5758b&PAGING_SCOPE_4=46&MEDIAGROUP_SCOPE=1. Läst 3 juli 2016.